# هيلينا ليفروي
هيلينا ليفروي (بالإنجليزية: هيلينا ليفروي)‏ ‏ (1820–1908) هيَ عالمة نَبات أيرلندية اشتَهرت باكتشافها عينة الفربيون الموشح في أيرلندا.